# To Rome with Love (phim)
Tới Rome với tình yêu (tiếng Anh: To Rome with Love) là bộ phim hài lãng mạn của Mỹ, Italia và Tây Ban Nha, do Woody Allen viết kịch bản và đạo diễn, công chiếu tại Italia từ 20.4 và Mỹ từ 22.6.2012.

## Diễn viên
- Woody Allen as Jerry, Phyllis' husband and Hayley's father
- Fabio Armiliato as Giancarlo, Michelangelo's father
- Alec Baldwin as John, Jack's acquaintance and adviser
- Roberto Benigni as Leopoldo, a celebrity
- Penélope Cruz as Anna, a prostitute
- Judy Davis as Phyllis, Jerry's wife and Hayley's mother
- Jesse Eisenberg as Jack, Sally's boyfriend
- Greta Gerwig as Sally, Monica's best friend and Jack's girlfriend
- Ellen Page as Monica, Sally's best friend
- Alessandro Tiberi as Antonio, Milly's husband
- Alessandra Mastronardi as Milly, Antonio's wife
- Simona Caparrini as Giovanna, Antonio's aunt
- Ornella Muti as Pia Fusari, an actress
- Flavio Parenti as Michelangelo, Hayley's boyfriend
- Alison Pill as Hayley, Michelangelo's girlfriend
- Riccardo Scamarcio as Hotel Thief
- Marta Zoffolias Marisa Raguso, an interviewer for Leopoldo
- Lino Guanciale as Leonardo